# Давидівка (Хорошівська селищна громада)
Дави́дівка — село в Україні, у Хорошівській селищній територіальній громаді Житомирського району Житомирської області. Населення становить 639 осіб (2001).

## Географія
Давидівка розташована в межах природно-географічного краю Полісся і за 9 км від районного центру — міста Хорошів. Найближча залізнична станція — Нова Борова, за 27 км. Через село протікає річка Ірша.

## Населення
За даними перепису 2001 року населення села становило 639 осіб, з них 97,03 % зазначили рідною українську мову, 1,25 % — російську, а 1,72 % — іншу.

## Історія
Село засноване в другій половині XVI століття.
У 1906 році в селі мешкало 1062 особи, налічувалось 185 дворових господарств.
У 1932–1933 роках Давидівка постраждала від голодомору. За свідченнями очевидців кількість померлих склала щонайменше 14 осіб.
Упродовж німецько-радянської війни участь у бойових діях брали 216 місцевих жителів, з них 49 осіб загинуло, 130 — нагороджено орденами і медалями.
На початку 1970-х років у селі діяли центральна садиба колгоспу «Червоний Жовтень», восьмирічна школа, клуб, бібліотека із книжковим фондом 7380 примірників, фельдшерсько-акушерський пункт, відділення зв'язку і дит'ясла.
До 3 серпня 2016 року — адміністративний центр Давидівської сільської ради Хорошівського району Житомирської області.

## Пам'ятки
Поблизу Давидівки та Сколобова виявлено поховання доби міді.

## Відомі люди
- Перепелиця Максим Олегович (1990—2017) — сержант Збройних сил України, учасник російсько-української війни.
- Банул Кирило Анатолійович(2003 - 2023) - капрал Національної поліції України, бойовий медик, учасник російсько-української війни